# Belgique au Concours Eurovision de la chanson 1967
La Belgique a participé au Concours Eurovision de la chanson 1967 le 8 avril à Vienne, en Autriche. C'est la 12e participation belge au Concours Eurovision de la chanson.
Le pays est représenté par le chanteur Louis Neefs et la chanson Ik heb zorgen, sélectionnés par la Belgische Radio- en Televisieomroep (BRT) au moyen d'une finale nationale.

## Sélection

### Canzonissima 1967
Le radiodiffuseur belge pour les émissions néerlandophones, la Belgische Radio- en Televisieomroep (BRT), organise la deuxième édition de la finale nationale intitulée Canzonissima, après celle de 1963, pour sélectionner l'artiste et la chanson représentant la Belgique au Concours Eurovision de la chanson 1967.
La finale nationale belge, présentée par Jan Theys (nl), a lieu le 25 février 1967 au Théâtre américain à Bruxelles.
Les chansons sont toutes interprétées en néerlandais, l'une des trois langues officielles de la Belgique. Sept chansons sont à cette finale nationale au lieu des huit prévues. La deuxième chanson de Louis Neefs, Zij was zo mooi, ayant été retirée au profit de son autre chanson Ik heb zorgen.
Lors de cette sélection, c'est la chanson Ik heb zorgen interprétée par Louis Neefs qui fut choisie, avec Francis Bay comme chef d'orchestre.

#### Finale
| Ordre | Artiste         | Chanson                    | Traduction                   | Points | Place |
| ----- | --------------- | -------------------------- | ---------------------------- | ------ | ----- |
| 1     | Ronny Temmer    | De ranke roos              | La rose svelte               | 1      | 3     |
| 2     | Kalinka         | De wind                    | Le vent                      | 0      | 4     |
| 3     | Rita Deneve     | Die eerste kus             | Ce premier baiser            | 0      | 4     |
| 4     | Kalinka         | Een strand vol eenzaamheid | Une plage pleine de solitude | 0      | 4     |
| 5     | Louis Neefs     | Ik heb zorgen              | J'ai des soucis              | 11     | 1     |
| 6     | Anneke Soetaert | Verlangen                  | Désirs                       | 3      | 2     |
| 7     | Chris Wijnen    | Want ik hield van jou      | Parce que je t'aimais        | 0      | 4     |

## À l'Eurovision
Chaque pays avait un jury de dix personnes. Chaque juré attribuait un point à sa chanson préférée.

### Points attribués par la Belgique
| 3 points | Irlande Royaume-Uni                      |
| 1 point  | Allemagne Espagne Luxembourg Yougoslavie |

### Points attribués à la Belgique
| 10 points | 9 points | 8 points   | 7 points | 6 points                                                     |
| --------- | -------- | ---------- | -------- | ------------------------------------------------------------ |
|           |          |            |          |                                                              |
| 5 points  | 4 points | 3 points   | 2 points | 1 point                                                      |
|           |          | - Finlande |          | - Allemagne - Irlande - Portugal - Royaume-Uni - Yougoslavie |

Louis Neefs interprète Ik heb zorgen en 10e position lors de la soirée du concours, après l'Allemagne et avant le Royaume-Uni. 
Au terme du vote final, la Belgique termine 7e sur 17 pays, recevant 8 points,.